# Lithocarpus pulcher
Lithocarpus pulcher là một loài thực vật có hoa trong họ Cử. Loài này được (King) Markgr. mô tả khoa học đầu tiên năm 1924.